# Matthew Richardson
Matthew Richardson (Maidstone, 17 aprile 1999) è un pistard australiano con cittadinanza britannica, vincitore del titolo mondiale 2022 di velocità a squadre e della classifica sprint nella Champions League 2022.

## Palmarès
- 2017 (Juniores)

Campionati australiani, Velocità a squadre Junior (con Kye Bonser e Julian Krohn)
Campionati australiani, Velocità Junior
- 2019

6ª prova Coppa del mondo 2018-2019, Velocità a squadre (Hong Kong, con Thomas Clarke e James Brister)
- 2020

Campionati australiani, Velocità
- 2021

Campionati australiani, Keirin
Campionati australiani, Velocità
- 2022

Adelaide Track League, Velocità
Adelaide Track League, Keirin
Campionati oceaniani, Velocità a squadre (con Thomas Cornish e Matthew Glaetzer)
1ª prova Coppa delle Nazioni, Velocità a squadre (Glasgow, con Thomas Cornish e Leigh Hoffman)
2ª prova Coppa delle Nazioni, Velocità (Milton)
Giochi del Commonwealth, Velocità a squadre (con Matthew Glaetzer e Leigh Hoffman)
Giochi del Commonwealth, Velocità
Cottbuser Nächte, Velocità
Cottbuser Nächte, Keirin
Campionati del mondo, Velocità a squadre (con Leigh Hoffman, Matthew Glaetzer e Thomas Cornish)
1ª prova Champions League, Velocità (Palma di Maiorca)
2ª prova Champions League, Velocità (Berlino)
3ª prova Champions League, Keirin (Saint-Quentin-en-Yvelines)
4ª prova Champions League, Keirin (Londra)
5ª prova Champions League, Keirin (Londra)
- 2023

Adelaide Track League, Keirin
1ª prova Coppa delle Nazioni, Velocità a squadre (Giacarta, con Thomas Cornish e Leigh Hoffman)
Campionati australiani, Keirin
Campionati australiani, Velocità
Campionati oceaniani, Velocità a squadre (con Nathan Hart e Leigh Hoffman)
Campionati oceaniani, Keirin
Campionati oceaniani, Velocità
3ª prova Coppa delle Nazioni, Velocità a squadre (Milton, con Matthew Glaetzer e Leigh Hoffman)
3ª prova Coppa delle Nazioni, Keirin (Milton)
Saint-Quentin-en-Yvelines, Velocità
London, Velocità
- 2024

Coppa delle Nazioni, Velocità a squadre (Adelaide, con Matthew Glaetzer, Thomas Cornish e Leigh Hoffman)
Campionati oceaniani, Keirin
Campionati oceaniani, Velocità
Campionati australiani, Keirin
Campionati australiani, Velocità
Coppa delle Nazioni, Velocità a squadre (Hong Kong, con Matthew Glaetzer, Thomas Cornish e Leigh Hoffman)
Saint-Quentin-en-Yvelines, Velocità
Saint-Quentin-en-Yvelines, Keirin
Apeldoorn, Keirin
- 2025

Campionati britannici, Velocità
Campionati britannici, Keirin
Coppa delle Nazioni, Velocità a squadre (Konya, con Harry Ledingham-Horn e Harry Radford)
Coppa delle Nazioni, Velocità (Konya)
Good Friday Racing, Velocità

### Altri successi
- 2022

Classifica sprint Champions League

## Piazzamenti

### Competizioni mondiali
- Campionati del mondo su pista

Montichiari 2017 - Velocità a squadre Junior: 5º
Pruszków 2019 - Velocità a squadre: 6º
Berlino 2020 - Velocità a squadre: 3º
Berlino 2020 - Velocità: 18º
Saint-Quentin-en-Yvelines 2022 - Velocità a squadre: vincitore
Saint-Quentin-en-Yvelines 2022 - Keirin: 8º
Saint-Quentin-en-Yvelines 2022 - Velocità: 2º
Glasgow 2023 - Velocità a squadre: 2º
Glasgow 2023 - Velocità: 5º
Glasgow 2023 - Keirin: 2º
- Giochi olimpici

Tokyo 2020 - Velocità a squadre: 4º
Tokyo 2020 - Velocità: 22º
Tokyo 2020 - Keirin: 13º
Parigi 2024 - Velocità a squadre: 3º
Parigi 2024 - Velocità: 2º
Parigi 2024 - Keirin: 2º